# Manlio Vitale
Manlio Vitale (Roma, 22 maggio 1949) è un mafioso italiano, esponente dell'organizzazione malavitosa romana Banda della Magliana.

## Biografia

### Gli inizi
Vitale ha iniziato la sua carriera criminale già nei primi anni '70, inizialmente con alcuni gruppi di estrema destra, e successivamente insieme al boss Tiberio Cason, specializzandosi in rapine a mano armata, furti in casa e rapimenti. In seguito si dedicò al traffico di cocaina e si affiliò alla Banda della Magliana, in particolare al boss Gianfranco Urbani. Insieme a Urbani fu arrestato il 18 ottobre 1975 durante un incontro in un ristorante insieme ai vertici della 'ndrangheta dell'epoca: Paolo De Stefano, Giuseppe Piromalli e Pasquale Condello.

### L'ingresso nella Banda della Magliana
Entrato nella banda nel 1978 grazie all'appoggio di Giuliano Sestili e Massimo Barbieri, gli venne affidato il controllo della zona della Garbatella e dell'Ostiense.
Dopo aver scalato posizioni nella gerarchia, nel 1980 divenne uno  fra i più stretti collaboratori di Enrico De Pedis, e diversificò la sua attività, continuando ad operare, oltre che nel traffico di droga ma anche nell'usura e nella ricettazione, attività attraverso la quale conobbe Ciro Maresca, boss della Nuova Famiglia e fratello della più nota Pupetta Maresca, oltre a Michele Senese.
Sempre all'inizio degli anni '80 investì denaro in attività legittime (come concessionarie di auto e gioiellerie), senza abbandonare le rapina a mano armata, per la quale divenne uno dei principali organizzatori a Roma. 
Vitale è stato anche accusato di convolgimento nella Sparizione di Emanuela Orlandi: secondo alcune fonti dell'epoca sarebbe stata rapita per ricattare il Vaticano affinché restituisse i soldi che Vitale e De Pedis avevano investito nel Banco Ambrosiano.

### Il gruppo della Garbatella
Già nel 1980 si unì al gruppo Garbatella-Valco San Paolo, collaborando quindi con Giuliano Sestili, Maurizio Massaria, e al quale si era anche aggiunto l'ex membro dei NAR Massimo Carminati.
A partire dal 1983 Vitale si occupò anche di riciclaggio di denaro sporco, e scommesse clandestine.
Nel 1986, in seguito al pentimento di Claudio Sicilia, si allontana dalla banda, allo scopo di scongiurare un'eventuale condanna; sul finire degli anni '80 sarà infatti assolto dalle accuse ancora pendenti a suo carico.

### La rapina del secolo
Vitale e Carminati organizzarono, la notte del 17 luglio 1999, una spettacolare rapina al caveau di sicurezza del banco di Roma in Piazzale Clodio: nonostante il caveau fosse protetto da un massiccio cancello, un gruppo di 23 uomini guidati da Vitale lo aprì semplicemente usando le chiavi standard, che furono consegnate a Carminati da un gruppo di ufficiali corrotti dell'Arma dei Carabinieri. 
Nell'occasione furono aperte un totale di 174 cassette di sicurezza che provocarono non solo un bottino di 10 miliardi, ma anche il furto di diversi documenti sensibili che erano conservati all'interno e che Carminati intendeva utilizzare per ricattare le autorità. Anche se i documenti non furono mai trovati, dopo questa rapina Carminati non fu mai più messo sotto inchiesta per il decennio successivo. 
Raffaele Pernasetti ed Ettore Maragnoli, boss del gruppo Testaccio, protestarono contro il gruppo della Garbatella per non averli aiutati durante il loro periodo di detenzione, in seguito al pentimento dell'ex boss della Magliana Maurizio Abbatino, e per non aver condiviso adeguatamente le entrate delle loro attività con loro. Avevano pianificato di ucciderli, ma una nuova ondata di arresti avvenuta nel 2003 ha sventato i loro piani.

### Gli anni duemila
Dopo essere sfuggito per diversi anni ad una nuova cattura, Vitale è stato nuovamente arrestato il 2 ottobre 2010 a Caserta, dove stava guidando un gruppo di rapinatori della Camorra per assaltare un camion blindato, salvo poi venire scarcerato l'anno successivo.
Nel 2013 risulta indagato nello scandalo Mafia Capitale, dal quale risulterà poi assolto l'anno successivo. Nel 2016 viene nuovamente arrestato insieme ad altre 23 persone per una rapina ai danni di un gioielliere nel rione Prati.